# Tour du Sénégal
Tour du Sénégal – wieloetapowy wyścig kolarski rozgrywany w Senegalu.
Pierwsza edycja wyścigu odbyła się w 1970, jednak była to jednorazowa impreza, a rywalizacja w Tour du Sénégal została wznowiona na stałe dopiero w 2001. Od tego czasu wyścig odbywa się co roku, z przerwą w latach 2011–2014, gdy nie doszedł on do skutku.
Edycje z lat 2001, 2002 i 2004 znajdowały się w kalendarzu UCI z kategorią 2.5, a edycja z 2003 z kategorią 2.6. W 2005 Tour du Sénégal został włączony do kalendarza UCI Africa Tour z kategorią 2.2., jednak w 2009 został z niego wykreślony, powracając dopiero w 2016 (także z kategorią 2.2.).

## Zwycięzcy
Opracowano na podstawie:
| Rok  | Pierwsze             | Drugie             | Trzecie               |
| ---- | -------------------- | ------------------ | --------------------- |
| 1970 | Hakim Hamza          | Chibane Belkacem   | H. Abdallah           |
| 2001 | Christophe Lebarbier | Abdoulaye Thiam    | Jacques Castang       |
| 2002 | Andris Naudužs       | Leonardo Scarselli | Thierry David         |
| 2003 | Leonardo Scarselli   | Abdelatif Saadoune | Cherif Merabet        |
| 2004 | Mariano Giallorenzo  | Philippe Schnyder  | Stéphane Botherel     |
| 2005 | Alexandre Lecocq     | David Jungels      | Pascal Bouba          |
| 2006 | Łukasz Podolski      | Erwann Lolliérou   | Frédéric Geminiani    |
| 2007 | Adil Jelloul         | Abdelatif Saadoune | Antony Rigault        |
| 2008 | Joeri Calleeuw       | Faysal Alsharaa    | Ivan Viglaský         |
| 2009 | Stéphane Roger       | Ahmed Hafiz        | Amr Mahmoud           |
| 2010 | Massamba Diouf       | Stéphane Roger     |                       |
| 2015 | Zouhair Rahil        | Patrick Kos        | Steve Houanard        |
| 2016 | Abdellah Ben Youcef  | Abderrahmane Hamza | Abderrahmane Mansouri |
| 2017 | Islam Mansouri       | Médéric Clain      | Lucas Carstensen      |
| 2018 | Dan Craven           | Abderrahmane Hamza | Rick Nobel            |
| 2019 | Didier Munyaneza     | Hermann Keller     | Marek Čanecký         |